# Amazing Grace: Jeff Buckley
Amazing Grace: Jeff Buckley je dokumentarni film u trajanju od 60 min. Film govori o životu i glazbenoj ulozi Jeffa Buckleya u njemu. Materijal je dobiven od Jeffove majke koja ga je imala u svome vlasništvu prikupljenog od njegovih mnogobrojnih obožavatelja.
Planirano je da DVD originalno bude objavljen 22. svibnja 2007. zajedno s kompilacijskim albumom So Real: Songs from Jeff Buckley, ali zbog problematike s autorskim pravima i izdavačkim kućama izlazi odvojeno.